# 3718 Dunbar
A 3718 Dunbar (ideiglenes jelöléssel 1978 VS10) a Naprendszer kisbolygóövében található aszteroida. Eleanor F. Helin és Schelte J. Bus fedezte fel 1978. november 7-én.